# Ugu
Ugu (englisch Ugu District Municipality, zulu uMasipala wesiFunda Ugu) ist ein Distrikt in der südafrikanischen Provinz KwaZulu-Natal. Der Sitz der Distriktverwaltung befindet sich in Port Shepstone.
Der Distriktname bezieht sich auf das isiZulu-Wort für Küste.

## Lage
Der Distrikt liegt im Süden der Provinz KwaZulu-Natal und schließt hier an die benachbarte Provinz Eastern Cape an. Seine südöstliche Flanke bildet die Küste am Indischen Ozean. Im Nordwesten liegen der Distrikt Harry Gwala und im Nordosten das Gebiet der Metropolgemeinde eThekwini.

## Gliederung
Die Distriktgemeinde wird von folgenden Lokalgemeinden gebildet:
- Ray Nkonyeni
- uMdoni
- uMuziwabantu
- Umzumbe

Im Jahr 2016 wurden die Lokalgemeinden Ezinqoleni und Hibiscus Coast zur Lokalgemeinde Ray Nkonyeni vereinigt. Die Lokalgemeinde Vulamehlo wurde aufgeteilt; ein Teil kam zu eThekwini außerhalb des Distriktes, der andere zu uMdoni.

## Demografie
Nach der Volkszählung von 2011 hatte der Distrikt 722.484 Einwohner in 179.440 Haushalten auf einem Gebiet von 5046,88 Quadratkilometern. Davon waren 90,63 % schwarz, 4,94 % weiß, 3,42 % Indischstämmige und 0,85 % Coloureds.

## Naturschutzgebiete
- Empisini Nature Reserve
- KwaFodo Nature Reserve
- KwaMachi Nature Reserve
- Ngeli Nature Reserve
- T.C. Robertson Nature Reserve
- Umdoni Park Nature Reserve
- Vernon Crookes Nature Reserve